# Deutsche Gesellschaft für Medizinische Physik
Die Deutsche Gesellschaft für Medizinische Physik e. V. (DGMP) wurde 1969 in Stuttgart gegründet. Als gemeinnütziger Verein widmet sie sich der Förderung der Wissenschaft auf dem Gebiet Medizinische Physik einschließlich der medizinischen Technik und sieht sich hierbei insbesondere als Kristallisationspunkt, um die Erforschung, Entwicklung und Anwendung physikalischer und technischer Methoden in der Medizin und verwandten Gebieten zu initiieren und zu gestalten.
Weitere Aufgaben der Gesellschaft, die inzwischen auf über 1.600 Mitglieder aus Forschung, Entwicklung, Anwendung und klinischer Praxis angewachsen ist, sind der Erfahrungsaustausch der Mitglieder untereinander, die Präsentation und Diskussion wissenschaftlicher Ergebnisse und die Weiterbildung der in der Medizin tätigen Physiker. Aktuell gliedert sich die DGMP in die drei Fachbereiche „Therapeutische Verfahren“, „Biomedizinische Bildgebung“ und „Biomedizinische Messverfahren und Signalverarbeitung“, in denen eine Vielzahl von Arbeitskreisen organisiert ist, um spezifische wissenschaftliche Fragestellungen zu bearbeiten.
Neben der fachlichen Gliederung besteht in der DGMP eine regionale Gliederung in Regionalsektionen, in denen sich Mitglieder aus größeren zusammenhängenden Gebieten zusammenfinden. Die Regionalsektionen können eigene Veranstaltungen anbieten und leisten so einen wesentlichen Beitrag zur Fort- und Weiterbildung in Medizinischer Physik.
Die Jahrestagung der DGMP ist die zentrale Veranstaltung, um die Vielfalt der wissenschaftlichen Themen zu präsentieren und zu diskutieren, die die Medizinische Physik als stark interdisziplinär geprägtes Teilgebiet der Angewandten Physik so interessant und reizvoll macht. Sie gibt dabei nicht nur einen Überblick über neueste Forschungsergebnisse und deren Auswirkungen und Anwendungen, sondern trägt auch den Anforderungen nach kontinuierlicher Fortbildung durch Weiterbildungsveranstaltungen, Workshops und Refresherkurse Rechnung. Gemeinsam mit der Österreichischen Gesellschaft für Medizinische Physik (ÖGMP) und der Schweizerischen Gesellschaft für Strahlenbiologie und Medizinische Physik (SGSMP) gibt sie die Zeitschrift für Medizinische Physik (ZMP) heraus. Die ZMP wurde im Jahre 2001 in diverse internationale Literaturdienste aufgenommen (wie MEDLINE, Index Medicus, Scopus, Current Contents, NISC usw.). Seit 2010 bewertet das Institute for Scientific Information (ISI) die ZMP unter Auflage von Bedingungen mit einem „Impact Factor“, der in den vergangenen Jahren kontinuierlich gestiegen ist und derzeit (2019) bei 2.322 liegt.
Für den wissenschaftlichen Nachwuchs bietet die DGMP eine geregelte Weiterbildung, um geeignete Studienabsolventen durch den Erwerb spezieller Kenntnisse und praktischer Erfahrungen für das Berufsbild des Physikers in der Medizin („Medizinphysiker“) im Rahmen einer Fachanerkennung zu qualifizieren. Eine besondere Rolle nimmt hier die seit über 20 Jahren jährlich stattfindende Winterschule ein, die Kurse in Medizinischer Physik anbietet und von der DGMP, der ÖGMP und der SGSMP als integrierter Bestandteil der Aus-, Weiter- und Fortbildung mit dem Ziel der Fachanerkennung und deren Erneuerung in Medizinischer Physik anerkannt wird.
Die DGMP verleiht auf ihrer Jahrestagung die Glocker-Medaille, den Wissenschaftspreis und den Expertenpreis. Darüber hinaus gibt es mehrere gestiftete wissenschaftliche Nachwuchspreise, die ebenfalls auf der Jahrestagung verliehen werden. Jüngere Medizinphysiker haben die Möglichkeit, Reisestipendien zu erhalten.
Die DGMP ist Mitglied des internationalen wissenschaftlichen Dachverbandes für Medizinische Physik IOMP (International Organization for Medical Physics) und des europäischen Dachverbandes EFOMP (European Federation of Organisations for Medical Physics).